# Renault Mégane I
La Renault Mégane I è la prima generazione della Renault Mégane, un'autovettura di fascia medio-bassa prodotta dalla casa automobilistica francese Renault dal 1995 al  2003.

## Storia e profilo

### Debutto
Il progetto X64, destinato a concretizzarsi nell'erede della Renault 19, fu avviato all'alba degli anni novanta: per quanto riguarda la base meccanica si scelse di derivarla dalla stessa 19, anche se la soluzione non fu delle più moderne, visto che a sua volta questo pianale era un'evoluzione di quello utilizzato per le Renault 9 e 11. L'arrivo nel mercato europeo di nuovi concorrenti (prevalentemente giapponesi e coreani), spinse i vertici Renault a diversificare la gamma. Non si volle quindi creare un solo modello o al massimo due, ma molti di più: si partì inizialmente da una berlina a 5 porte, una coupé ed una monovolume. Quest'ultima, la vera novità per un costruttore europeo, avrebbe dovuto sottrarre clienti a modelli come la Mitsubishi Space Runner, i cui consensi di pubblico, anche se non esorbitanti, dimostravano che era possibile avere degli sbocchi commerciali anche con una monovolume dalle proporzioni compatte. In seguito, si allargò la gamma delle possibili carrozzerie anche ad una cabriolet e ad una berlina a 4 porte. Tutti questi modelli avrebbero condiviso la stessa base meccanica, e perciò lo stesso pianale e gli stessi motori. Un simile progetto portò allo stanziamento di ben 14 miliardi di franchi contro i 3.7 miliardi che si resero necessari a suo tempo per la prima generazione della Twingo.
La stampa specializzata, come sempre, cominciò ad ipotizzare l'aspetto ed i motori della nuova Renault, almeno in versione berlina. Ma all'inizio del 1995 non fu ancora chiara la nuova denominazione, tanto che del nuovo modello si parlò utilizzando l'espressione 19 seconda serie.
Il debutto avvenne nel settembre del 1995 al Salone dell'automobile di Francoforte, dove la nuova vettura fu presentata con il nome di Mégane, dove il nome fu ripreso da una concept avveniristica presentata nel 1988, ma che, nome a parte, non aveva nulla a che spartire con la vettura di serie. Alla kermesse tedesca la Mégane venne esposta in due delle tante varianti di carrozzeria previste: la variante berlina a due volumi e a 5 porte e la variante coupé, denominata Coach o Coupé a seconda dei mercati di destinazione. Le altre varianti sarebbero arrivate in seguito.

### Design esterno ed interno
Le linee della Mégane furono disegnate dall'équipe diretta da Patrick LeQuément, responsabile del design presso la Renault. Le Quément volle per la nuova Renault un design non banale. Il risultato fu un corpo vettura disegnato partendo come base dalla forma geometrica dell'ellisse. Sia esternamente che internamente il richiamo ad ellissi e ovali è assai ripetuto: già il corpo vettura della berlina, più ancora che nella coupé, suggerisce tale forma geometrica. Persino il logo stesso ideato per indicare la nuova vettura nelle campagne pubblicitarie era una sorta di ellisse, sebbene di forma più irregolare. Tale caratteristica era molto visibile lungo la fiancata, dove il tema dell'ellisse coinvolgeva sia il profilo del corpo vettura stesso sia il disegno del giroporta. A dare un parziale taglio a questa tendenza stilistica era il disegno della coda, quasi tronca, dall'andamento verticale, dove trovavano posto i fari dal disegno più arrotondato rispetto a quelli della 19. Novità anche nel frontale, che propone in maniera più marcata lo stile adottato dalla 19 restyling. E quindi, ecco che il logo centrale, dal canto suo, era contenuto in un prolungamento del cofano motore che aveva quasi l'aspetto di un "naso". Tale elemento andava a formare una calandra costituita da due prese d'aria ai lati del logo. Nuovo era il disegno dei fari, che apparivano "tagliati" dalla linea della battuta del cofano motore, conferendo loro un aspetto più aggressivo.

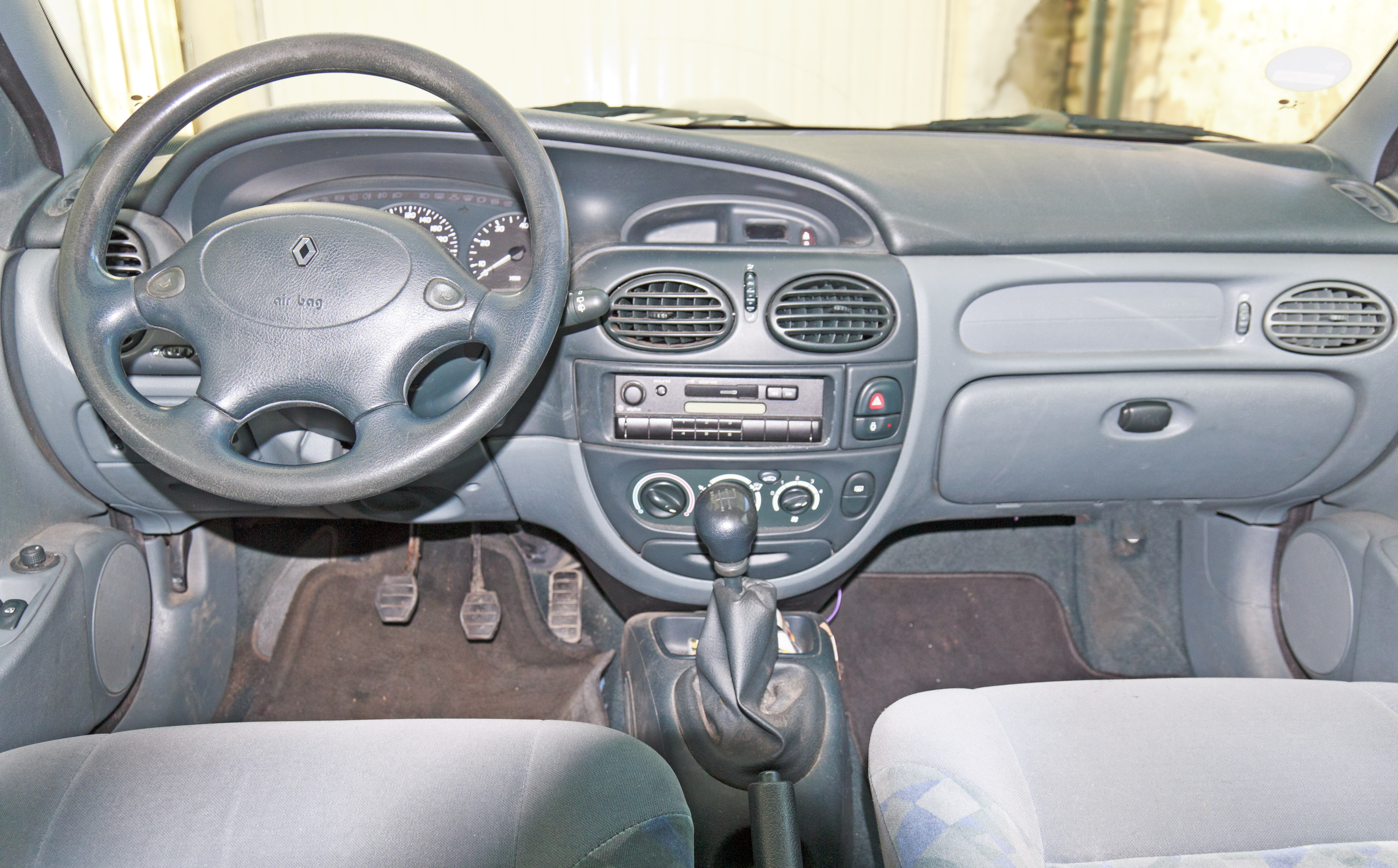
Il cockpit di una Mégane I pre-restyling

L'abitacolo non offriva soluzioni d'avanguardia o innovazioni particolari, tuttavia non appariva neppure superato, bensì in linea con gli standard dell'epoca. L'abitabilità era di buon livello, così come le finiture, mentre nel posto guida la strumentazione era di tipo classico. Le maggiori caratterizzazioni si ritrovavano nel gruppo plancia-cruscotto, dove riappariva il tema dell'ovale: la consolle centrale era infatti contornata da una cornice ovale, così come ovali erano le sezioni di quest'ultima dedicati all'alloggiamento dei comandi del climatizzatore e dell'autoradio. Anche le bocchette di aerazione, sia centrali che laterali, erano della stessa forma, così come il quadro strumenti. Il volante era di tipo multifunzione, in particolare per quel che riguardava i comandi relativi all'autoradio. Esso era a quattro razze disposte tutte nella parte bassa. Tali razze dividevano questa zona del volante in tre sezioni tutte di forma ovale. Il bagagliaio aveva una capacità di 348 litri, in linea con la concorrenza dell'epoca.

### Struttura, meccanica e motori
Anche tecnicamente la Mégane I non proponeva grosse novità: la base meccanica era infatti derivata direttamente da quella della Renault 19. Le sospensioni prevedevano quindi un avantreno a ruote indipendenti con schema MacPherson, mentre al retrotreno era previsto lo schema a ruote interconnesse. All'avantreno erano presenti molle elicoidali mentre al retrotreno erano montate delle barre di torsione. L'impianto frenante era variabile a seconda dei modelli: nella maggior parte della gamma era previsto un impianto frenante misto, cioè con dischi all'avantreno e tamburi al retrotreno, ma nelle versioni di punta con motorizzazioni più potenti la soluzione adottata era quella dei quattro dischi. Si è già detto del fatto che già al suo esordio la Mégane I era prevista in due varianti di carrozzeria, una tranquilla berlina a 5 porte ed una più grintosa coupé. Una delle maggiori particolarità dal punto di vista tecnico stava nel fatto che la coupé sfruttava un pianale a passo accorciato rispetto a quello della berlina. La riduzione di passo era di ben 11.2 cm, una scelta dettata dal fatto di voler conferire una maggior agilità alla coupé durante la guida più spinta. Lo sterzo era del tipo a cremagliera.
Per quanto riguarda le motorizzazioni, la Mégane I aveva debuttato con diverse unità, sia a benzina che a gasolio, in parte riprese da quelle della 19 uscente:
- 1.4: motore E7J da 1390 cm³ con potenza massima di 75 CV;
- 1.6: motore K7M da 1598 cm³ con potenza massima di 90 CV. In alcuni mercati era prevista una variante depotenziata a 75 CV;
- 2.0i: motore F3R da 1998 cm³ con potenza massima di 114 CV;
- 2.0i 16v: motore F7R da 1998 cm³ con potenza massima di 150 CV (solo per la versione Coach);
- 1.9 D: motore F8Q aspirato da 1870 cm³ con potenza massima di 64 CV;
- 1.9 dT: motore F8Q da 1870 cm³ sovralimentato con turbocompressore e con potenza massima di 93 CV.

Il cambio previsto di serie era manuale a 5 marce per tutte le versioni.

## Evoluzione

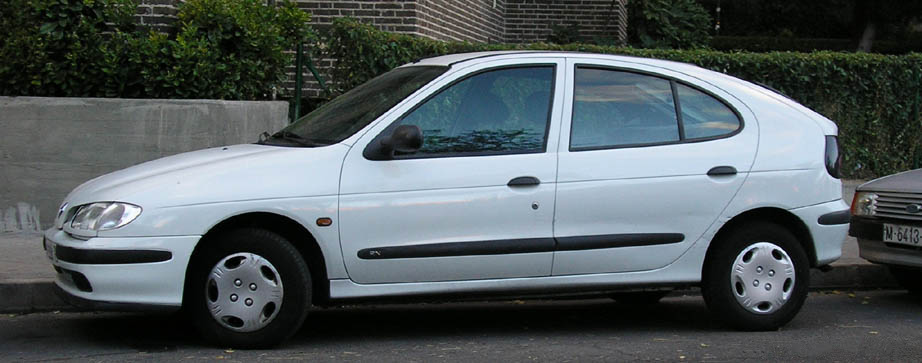
Vista laterale di una Mégane I berlina 5 porte pre-restyling

La commercializzazione della prima generazione della Mégane fu avviata sul finire del 1995 in Francia ed in alcuni Paesi europei, ma non tutti: per una buona parte dei mercati del Vecchio Continente, tra cui l'Italia, la vettura sarebbe entrata nei listini solo a partire dall'inizio del 1996. Durante questo anno la gamma si moltiplicò rapidamente con l'arrivo delle versioni Scénic (monovolume) e Classic (berlina a 3 volumi e a 4 porte). Per quanto riguarda i motori, non vi furono novità di sorta.
Fu invece durante il 1997 che si registrarono novità corpose sia sul fronte della gamma carrozzerie sia su quello dei motori: vi fu infatti l'arrivo della Mégane Cabrio, versione con capote in tessuto basata sulla scocca della Coach. Sul fronte dei motori, molto importante è la novità riguardante l'arrivo del 1.9 dTi da 98 CV, un motore che andò a soppiantare il precedente 1.9 dT da 90 CV, rispetto al quale venne introdotta l'alimentazione ad iniezione diretta, sebbene non ancora di tipo common rail. Questo motore fu introdotto, oltre che sulle versioni berlina e sulla Scénic, anche sotto il cofano della Coach: in questo modo la Casa della Losanga tornò a proporre un motore a gasolio su una coupé. Fu la seconda volta in cui la Casa francese propose un simile abbinamento, all'epoca del tutto inusuale: la prima volta si ebbe nell'ormai lontano autunno del 1983 con il lancio della Fuego TurboD. Tra le altre novità, il 1.4 di base venne proposto per alcuni mercati anche in versione depotenziata a 70 CV.
Nel 1998 l'unica novità degna di nota fu l'arrivo di un cambio automatico Proactive a 4 rapporti, mentre per quanto riguarda le vendite la Mégane riuscì ad ottenere un successo tale che per i primi quattro mesi dell'anno fu la berlina media più venduta in Europa con 223.900 unità vendute. A portare al successo la gamma della Mégane fu principalmente la versione Scénic, assai apprezzata da una vasta fetta di clientela.

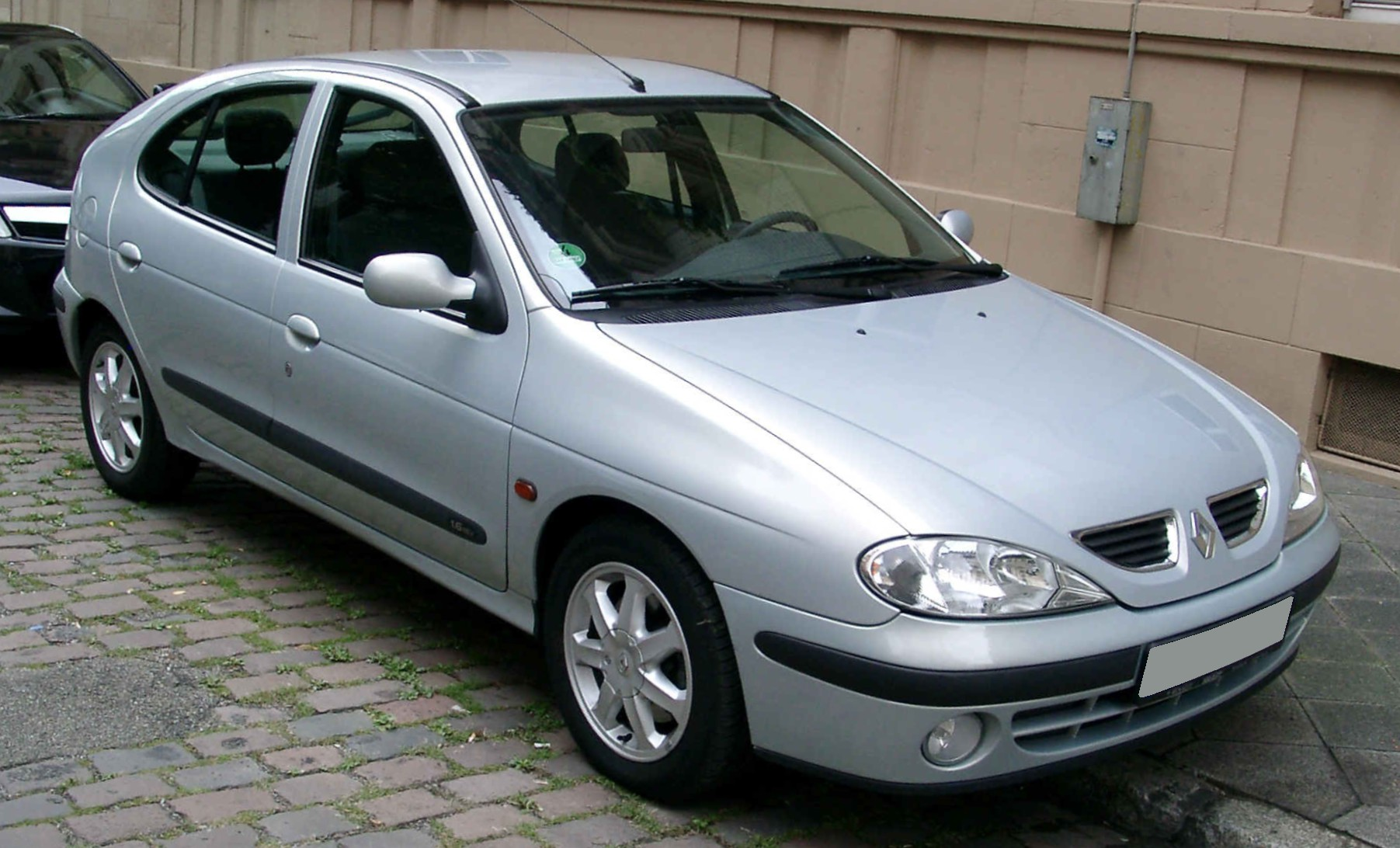
Una Mégane I berlina 5 porte dopo il restyling del 1999

Nel 1999 vi fu il restyling di mezza età: a cambiare stilisticamente in maniera più decisa fu il frontale, ora caratterizzato da gruppi ottici dall'inedito disegno "a mandorla", ma anche dall'inedita calandra semicircolare integrata nel cofano motore e tagliata in due dallo spazio dedicato all'alloggiamento del logo della Casa francese. Anche il paraurti anteriore fu rivisto a fondo, mentre in coda cambiarono le plastiche dei fari posteriori. Dal punto di vista tecnico si ebbero numerose novità, alcune delle quali di particolare spessore, come ad esempio l'introduzione del primo motore europeo ad iniezione diretta di benzina, un 2 litri della stessa famiglia delle precedenti unità motrici di pari cilindrata, che era però in grado di erogare una potenza massima di 140 CV. Tale motore, pur se di potenza leggermente inferiore, andò a sostituire il precedente 2 litri da 147 CV montato su Coach e Cabrio, uniche versioni a poter beneficiare di tale propulsore. Per quanto riguarda il resto della gamma motori, il 1.4 ed il 1.6 ricevettero una nuova testata a due valvole per cilindro, un asse a camme in più e potenze massime rispettivamente di 95 e 110 CV. In questo modo si ebbe un vero e proprio passaggio di consegne tra propulsori, poiché il 1.4 16v prese il posto del vecchio 1.6 8v, mentre il 1.6 16v andò a rilevare il precedente 2 litri monoalbero, nel frattempo sceso in alcuni mercati (come quello tedesco) da 114 a 109 CV di potenza massima. Ultima novità sul fronte motori fu la scomparsa del 1.9 diesel aspirato, oramai del tutto anacronistico in un periodo in cui stavano cominciando a diffondersi i primi common rail, sebbene per il momento tale novità non avrebbe ancora interessato alcun modello della Casa della Losanga. Un'altra grande novità fu quella che si ebbe sul fronte della gamma carrozzerie: con il restyling fece infatti il suo debutto un'inedita versione station wagon, denominata appunto Mégane SW e proposta dalla Renault come alternativa alla Mégane Scénic. Quest'ultima, dal canto suo, perse la denominazione Mégane e prese a chiamarsi semplicemente Renault Scénic, andando così a costituire un modello a sé, anche se pur sempre tecnicamente imparentato con la Mégane.
Alla fine del 2000 vi fu l'arrivo di una nuova motorizzazione dedicata esclusivamente alla Mégane SW e consistente in un motore 1.8 da 116 CV. Ma la novità motoristica più importante di quell'anno fu l'arrivo del 1.9 dCi da 105 CV, primo motore turbodiesel common rail per la Renault. Questo motore andò a sostituire la precedente unità ad iniezione diretta da 98 CV. Ma quest'ultimo motore non venne definitivamente pensionato, poiché fu riproposto in una variante depotenziata, la cui potenza raggiungeva gli 80 CV.
Per il 2001 si ebbero prevalentemente aggiornamenti sul fronte della sicurezza, con l'introduzione dell'assistenza elettronica alla frenata d'emergenza. Altri aggiornamenti più di dettaglio riguardarono l'introduzione di nuovi tessuti per i rivestimenti interni.
Questi furono gli ultimi aggiornamenti relativi alla gamma della Mégane I: dal 2002 alla berlina due volumi sarebbe subentrata la nuova generazione, nota come Mégane II.

### La Mégane Coach

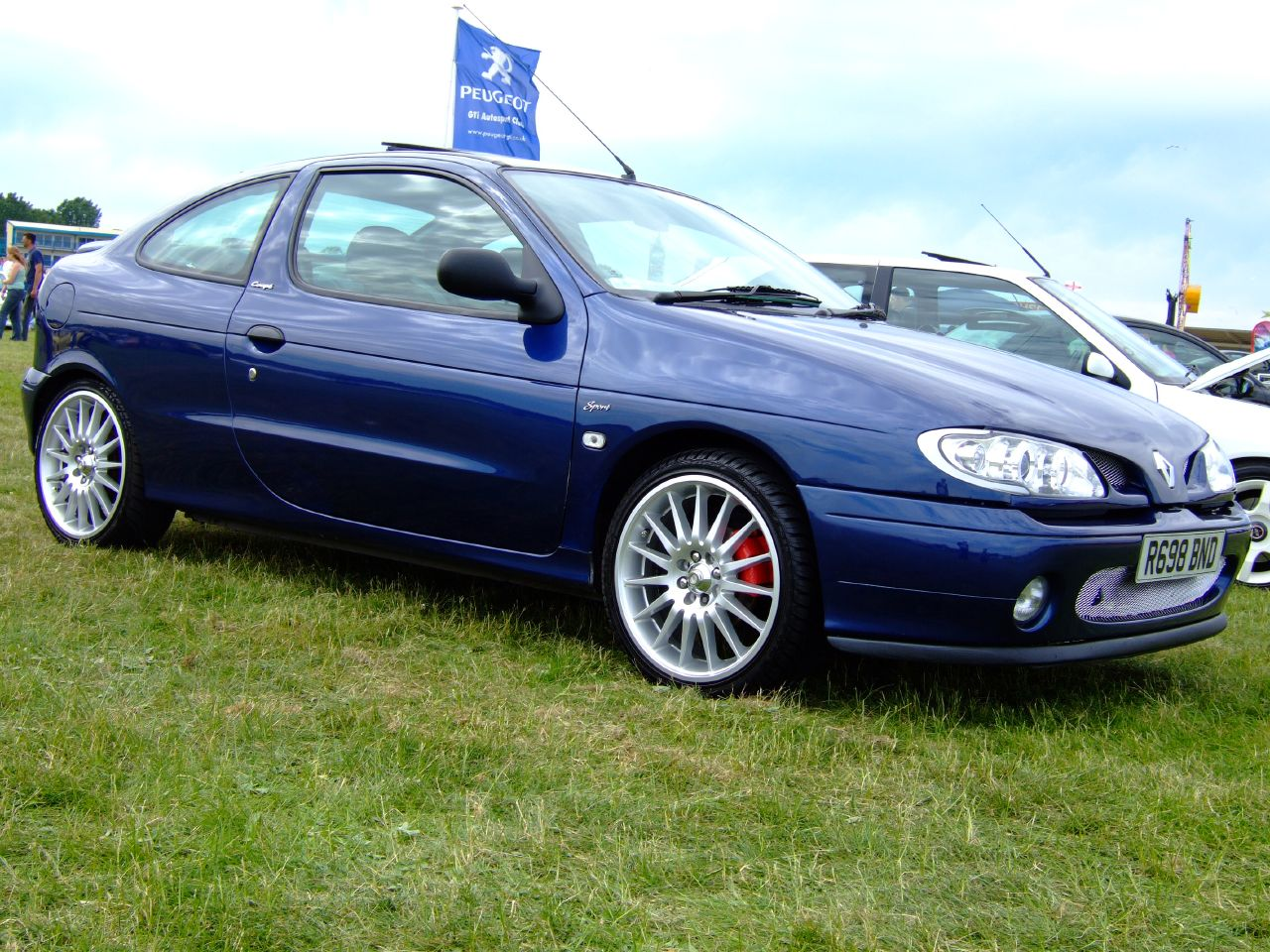
Una Mégane Coach (o Mégane Coupé, a seconda dei mercati di destinazione): questo esemplare è appartenente alla serie pre-restyling

Assieme alla berlina a 5 porte, la Mégane fu lanciata fin dall'inizio anche con carrozzeria coupé: rispetto alla berlina, la coupé fu modificata in profondità dal punto di vista strutturale. Il pianale infatti fu accorciato di ben 11.2 cm per privilegiare l'agilità di guida. Come risultato si ottenne una vettura molto più compatta della berlina e caratterizzata da una carrozzeria completamente ridisegnata posteriormente, con coda tronca, gruppi ottici posteriori inediti e padiglione spiovente che consentiva un'abitabilità limitata nei posti posteriori. Nel complesso, la Mégane Coach (chiamata Mégane Coupé in altri mercati europei) stava sotto i quattro metri di lunghezza e ciò le consentiva di rivaleggiare direttamente con un'avversaria come la Opel Tigra, anch'essa caratterizzata da una scarsa abitabilità posteriore. Si tratta quindi di una coupé 2+2, ossia con due posti anteriori più due posti posteriori di fortuna. Dal punto di vista meccanico, comunque, a parte il passo accorciato, non vi furono altre grosse differenze di sorta rispetto alla berlina. L'unica novità specifica per la Coach fu il motore della versione di punta, un 2 litri bialbero plurivalvole derivato direttamente dalla Clio Williams, e la cui potenza di 147 CV consentiva prestazioni assai brillanti. La gamma iniziale della Mégane Coach comprendeva anche un 1.6 a benzina da 90 CV ed un 2 litri monoalbero da 114 CV.
In seguito, arrivarono altri motori, anche se si trattava unicamente delle motorizzazioni più brillanti tra quelle disponibili.

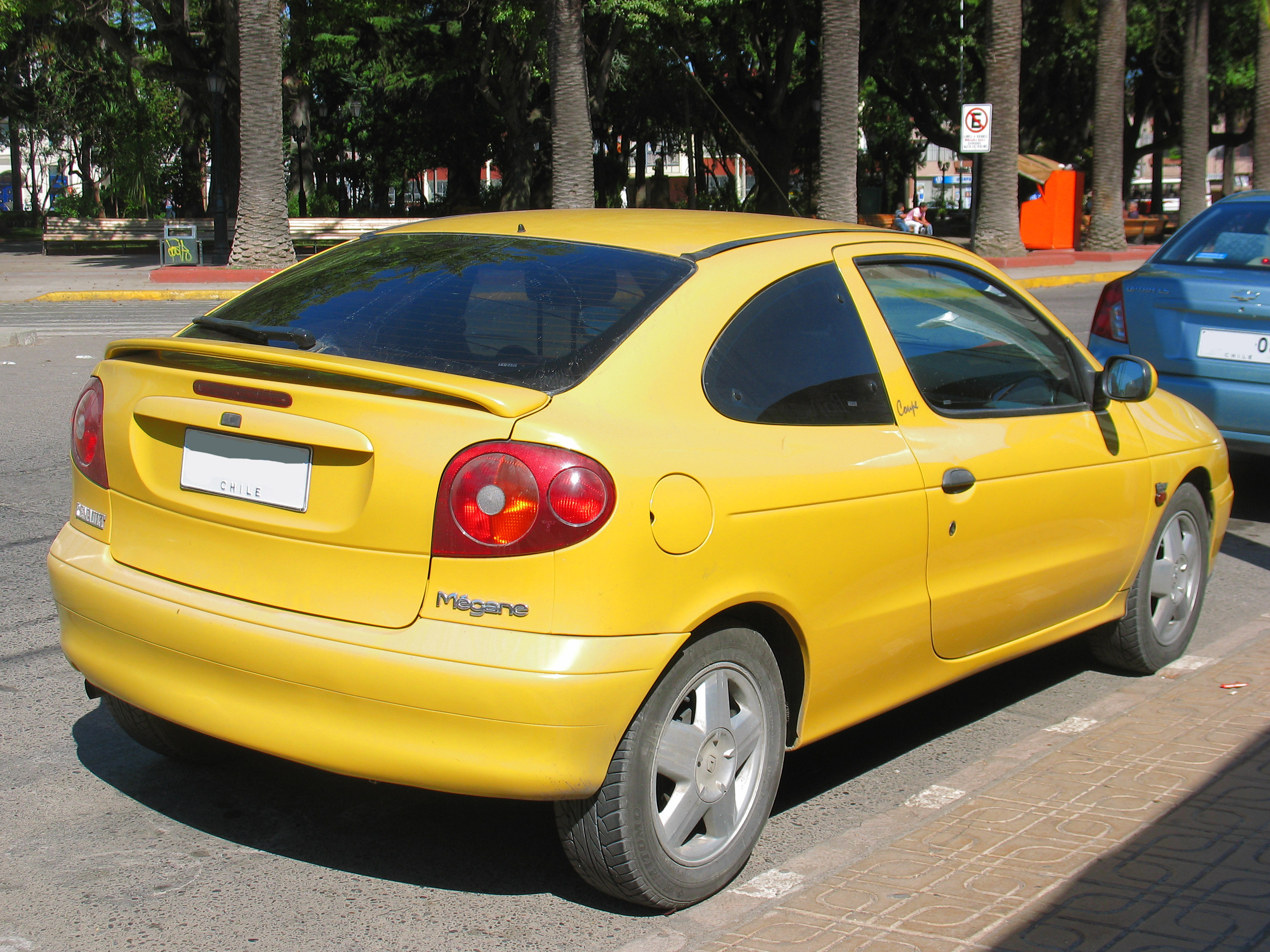
Posteriore di una Renault Megane Coupe 1.6 16v del 2000

Una vera novità per quei tempi, non solo per la Renault, ma più in generale per l'intero panorama automobilistico, fu il fatto che dal 1997 la Coach venne proposta anche con un 1.9 dTi, ossia un motore turbodiesel ad iniezione diretta (non common rail) da 98 CV. Dopo l'esperimento tentato dalla Renault negli anni ottanta con la Fuego, la Casa della Losanga ci riprovò con la Mégane Coach, proponendo un motore a gasolio per una vettura sportiva. Il fatto suscitò clamore e divise i pareri degli appassionati. Dal 1998, a richiesta fu poi possibile equipaggiare la Coach con il cambio automatico Proactive (disponibile solo in abbinamento con il 2 litri monoalbero).
Il restyling del 1999 vide la Coach seguire gli aggiornamenti stilistici del resto della gamma: ciò valse un po' ovunque tranne ovviamente nella zona posteriore, dove le modifiche furono più specifiche. Quanto ai motori, in occasione del restyling la gamma v ide l'arrivo di nuovi motori a benzina, componendosi così delle versioni: 1.4 16v da 95 CV; 1.6 16v da 110 CV (disponibile anche con cambio automatico Proactive); 2 litri a iniezione diretta da 140 CV; 1.9 dTi da 98 CV. Quella a gasolio fu l'unica motorizzazione che rimase immutata durante l'aggiornamento del 1999. Ultimo grosso aggiornamento alla gamma in ordine temporale, ma non ultimo per importanza fu l'arrivo, nel 2000, del 1.9 dCi, stavolta di tipo common rail, che andò a sostituire il 1.9 dTi utilizzato fino a quel momento.
La Mégane Coach uscì dai listini nel 2003 e non ebbe un'erede immediata: nella gamme della successiva Mégane II non fu infatti prevista una coupé, ma semplicemente una berlina a 3 porte. Si tornò a parlare di coupé solo con l'arrivo della terza generazione della segmento C francese.

### La Mégane Scénic

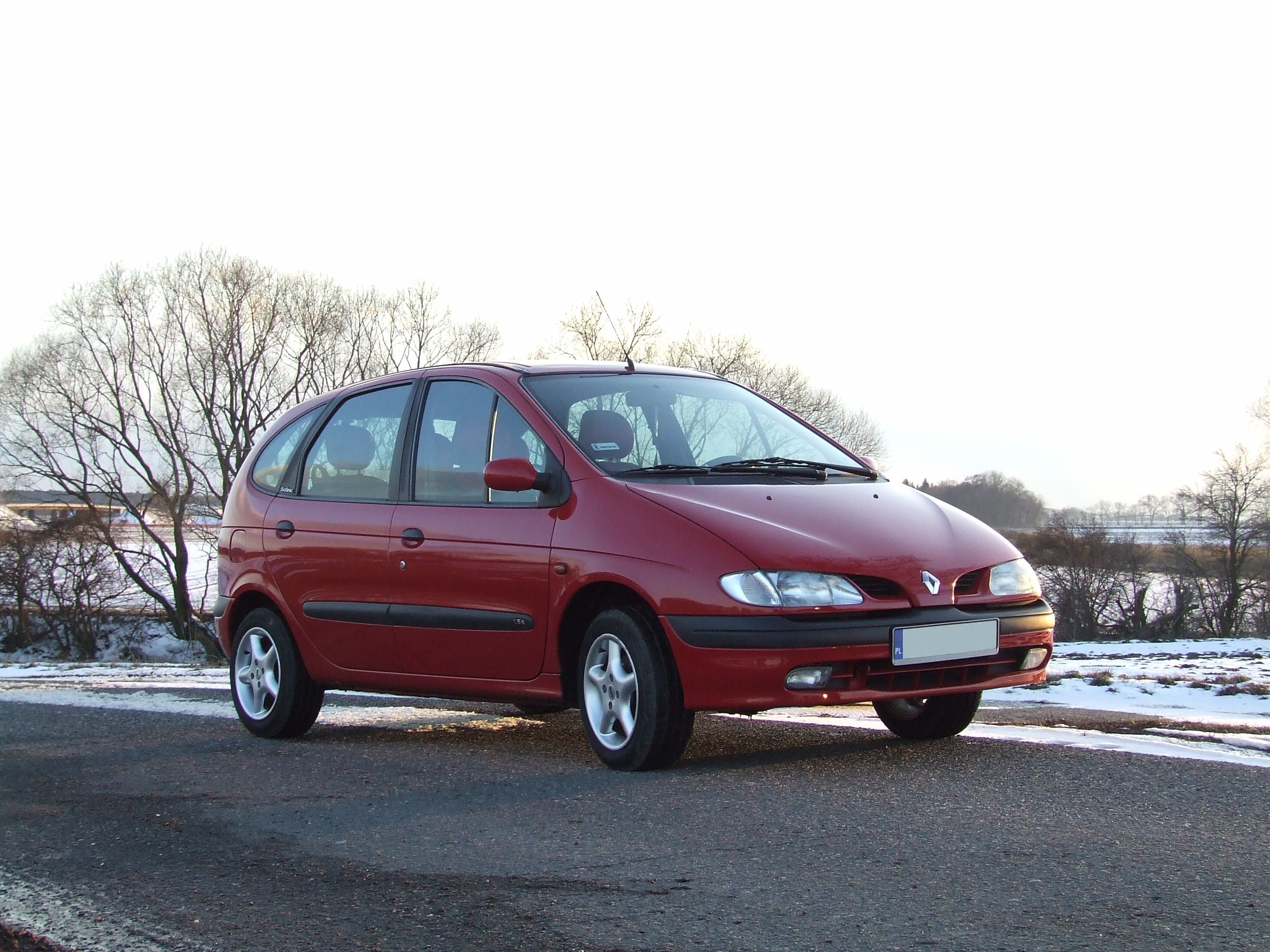
Una Mégane Scénic

Con il lancio nel 1996 della Mégane Scénic, la Casa francese non solo entrò in un segmento di mercato quasi inedito ma riuscì al primo colpo a sbaragliare l'esiguo numero di rappresentanti della concorrenza, costituita principalmente dai due modelli proposti in Europa dalla Mitsubishi (lo Space Runner ed il più spazioso Space Wagon). Il successo della Scénic fu tale da superare da sola persino la totalità della produzione di tutte le altre varianti di carrozzeria della Mégane stessa. Ciò che fu alla base del successo della Mégane Scénic fu non solo una linea più moderna e gradevole rispetto alle due concorrenti giapponesi, peraltro meno "fresche" di progetto, ma anche le sue doti di praticità, il suo confort, la sua ampia abitabilità. La stampa specializzata dell'epoca ritenne comunque migliorabile la disposizione di alcuni comandi.

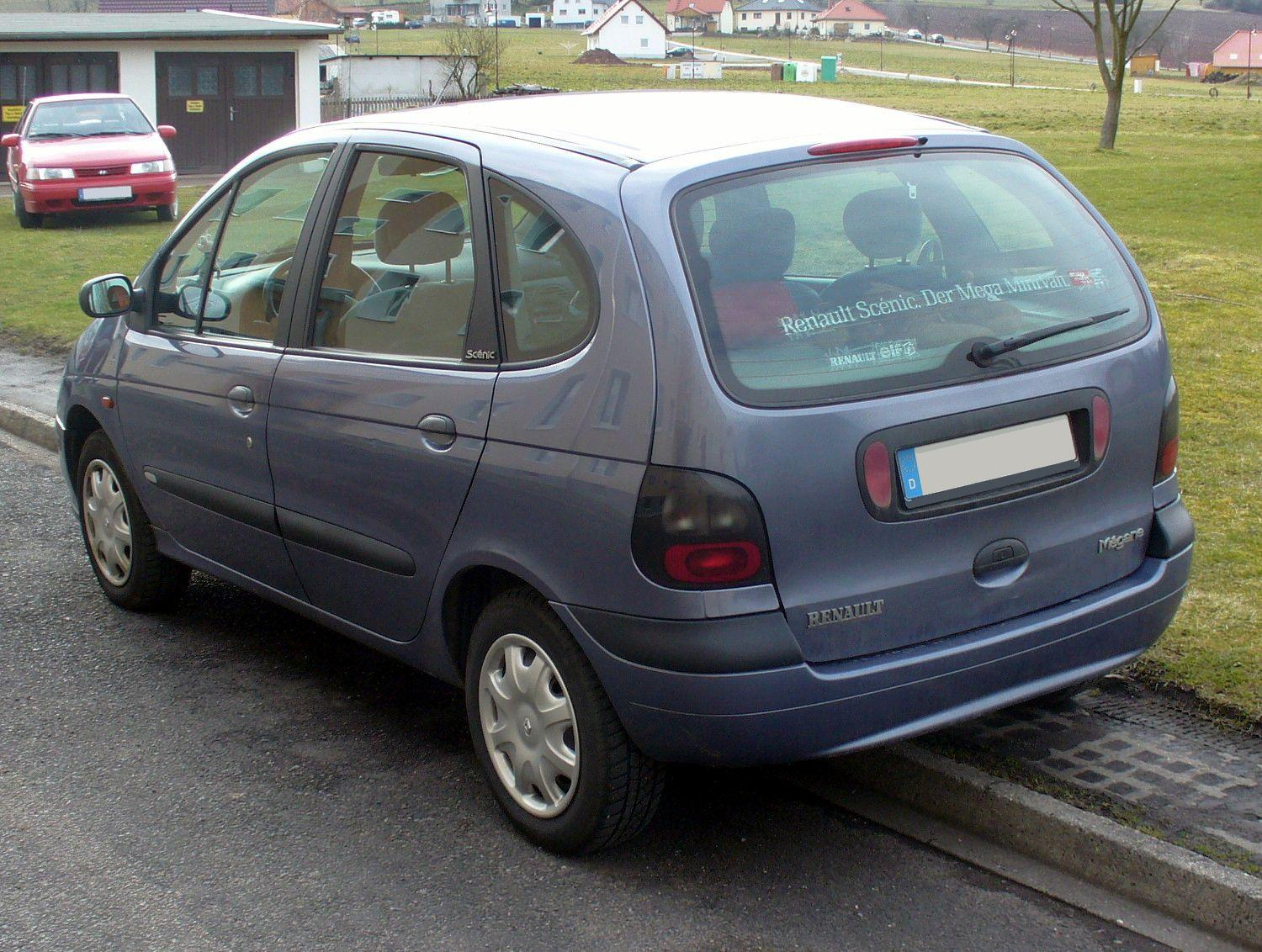
Renault Mégane Scénic, vista posteriore

Esternamente la Mégane Scénic appariva come una monovolume compatta che tradiva la sua naturale parentela tecnica con le altre Mègane se la si osservava nel frontale, dallo stile identico a quello delle "sorelle" della famiglia Mégane. Anche nel resto della carrozzeria, sia pur convertita nella nuova configurazione, si trovavano gli stilemi caratteristici delle Mégane di prima generazione. Internamente, la vettura offriva posto per cinque persone, ma l'abitabilità e lo spazio a disposizione era decisamente maggiore, specialmente in altezza. L'idea innovativa le valse il titolo di Auto dell'anno nel 1997.
Al suo debutto, la Mégane Scénic venne proposta in quattro motorizzazioni, tre a benzina ed una a gasolio, tutte mutuate dal resto della gamma Mégane, vale a dire: il 1.4 da 75 CV, il 1.6 da 90 CV, il 2 litri da 114 CV ed il 1.9 turbodiesel da 93 CV. Mancavano quindi il diesel aspirato, ritenuto troppo fiacco per una vettura come la Mégane Scénic, ed il 2 litri bialbero, ritenuto invece troppo esuberante e poco appropriato per una vettura a vocazione tipicamente familiare come la nuova monovolume francese.
Come già detto, il successo della Mégane Scénic fu enorme e già alla fine del 1997 la vettura era diventata un fenomeno automobilistico: i tempi di attesa per le consegne si erano allungati fino a 6 mesi, complice anche la chiusura in maggio dello stabilimento belga di Vilvoorde, che la produceva. Le case concorrenti furono costrette a correre ai ripari, per recuperare mercato in una categoria fino ad allora semisconosciuta.
Nei successivi tre anni di carriera commerciale, la Mégane Scénic seguì le stesse fasi evolutive della berlina, perciò si ebbe anche in questo caso l'arrivo del 1.9 dTi da 98 CV e del cambio Proactive.
Ma nel 1999, con il restyling della gamma Mégane, la monovolume cessò di essere commercializzata come Mégane Scénic e andò a formare una gamma tutta sua con la denominazione commerciale ridotta semplicemente a Scénic. Il restyling divenne più marcato che negli altri modelli della gamma Mégane. La monovolume che derivò da tale aggiornamento venne considerata come la prima generazione della Renault Scénic.

### La Mégane Classic

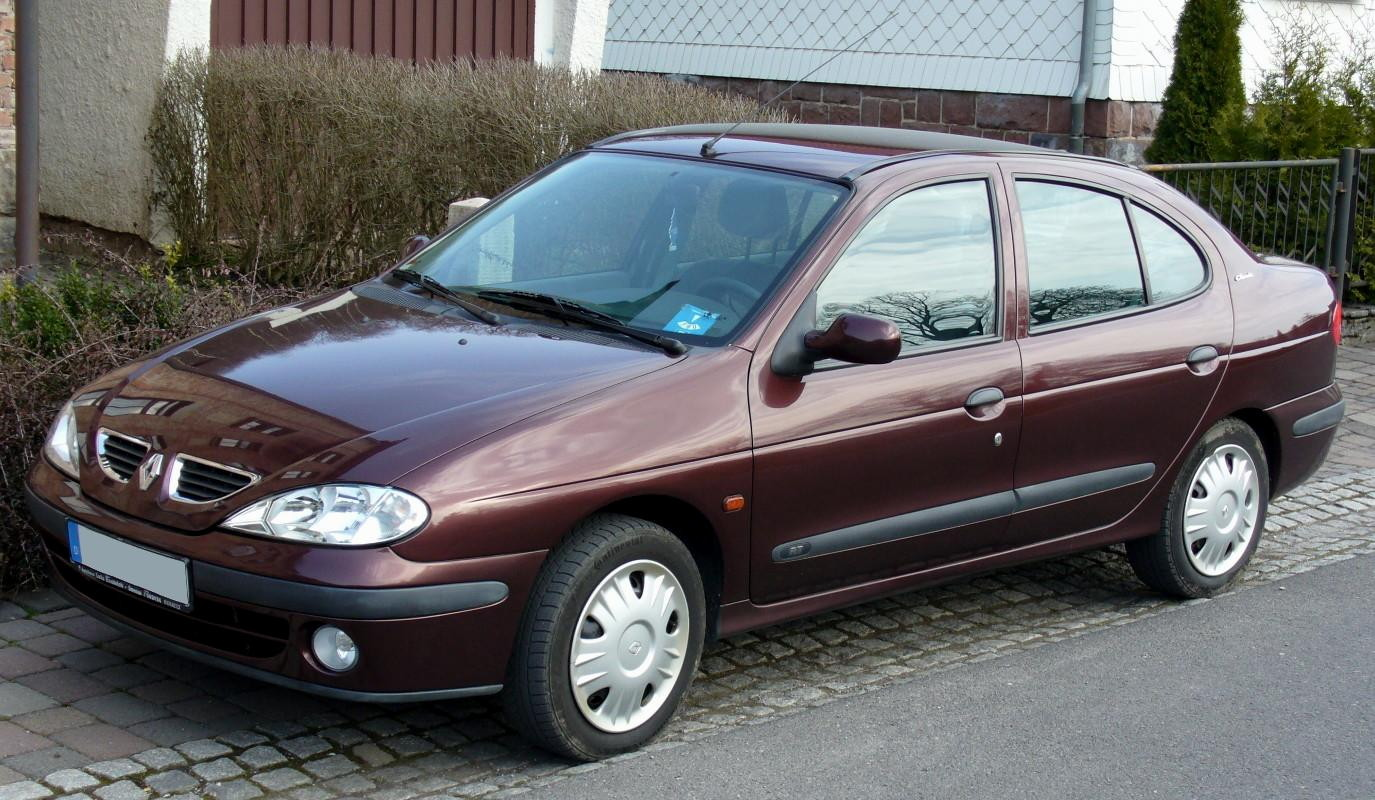
Una Mégane Classic, qui nella versione dopo il restyling del 1999

Annunciata già nel 1995 durante il lancio della berlina a due volumi e della Coach, la Mégane Classic è stata svelata nell'estate del 1996 quando la Casa francese decise di pubblicare le prime foto ufficiali. Dopo la presentazione al Salone di Parigi di quell'anno, la commercializzazione della Mégane Classic è stata finalmente avviata nel mese di novembre. La Classic non era altro che la versione con carrozzeria a tre volumi e a 4 porte, erede dunque della 19 Chamade del 1989. Ne consegue che dal punto di vista estetico la vettura era identica alla berlina a due volumi nel frontale e nella fiancata fino al montante centrale. Era stata invece ridisegnata nella zona posteriore, dove era stato allungato lo sbalzo posteriore in modo da ricavarne un terzo volume destinato al classico utilizzo come bagagliaio separato. Differenti, rispetto alla berlina a 2 volumi, anche i fari posteriori, dal disegno più allungato, a sviluppo orizzontale, più avvolgenti e tagliati superiormente solo dalla linea di battuta dello sportello del vano bagagli. Al debutto, la Classic era prevista nelle cinque motorizzazioni che già equipaggiavano la berlina con portellone, vale a dire il 1.4 da 75 CV, il 1.6 da 90 CV, il 2 litri da 114 CV, il 1.9 diesel aspirato da 64 CV ed il 1.9 turbodiesel da 93 CV.

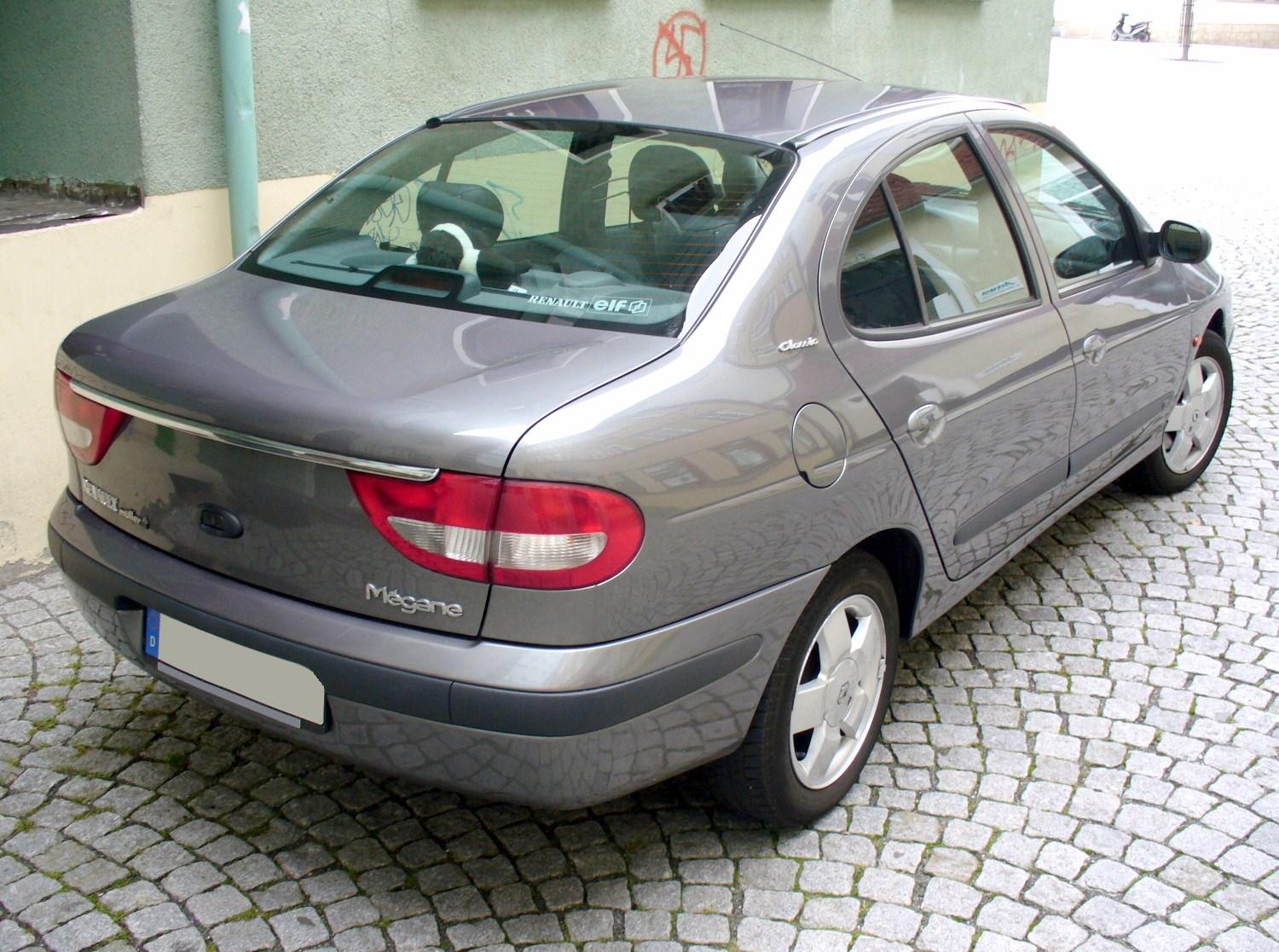
Renault Mégane Classic 1.6 16V Restyling 1999

Negli anni seguenti al debutto e, praticamente durante tutta la sua carriera commerciale, la Mégane Classic seguì di pari passo l'evolversi della gamma motoristica che interessò la berlina a 5 porte, compreso l'arrivo del cambio automatico Proactive nel 1998.
Il restyling del 1999 vide pure gli stessi aggiornamenti del resto della gamma Mégane, con l'ovvia eccezione della parte posteriore, dove nel caso della Classic comparve una barra cromata trasversale che andò ad unire i due gruppi ottici.
La produzione della berlina Classic terminò nel 2002 assieme alla produzione della berlina a 5 porte: fino a fine anno, però, le due berline rimasero presenti in molti listini europei per smaltire le scorte giacenti. L'erede della Classic fu la Mégane II a 4 porte, lanciata nel 2003.

### La Mégane Cabrio

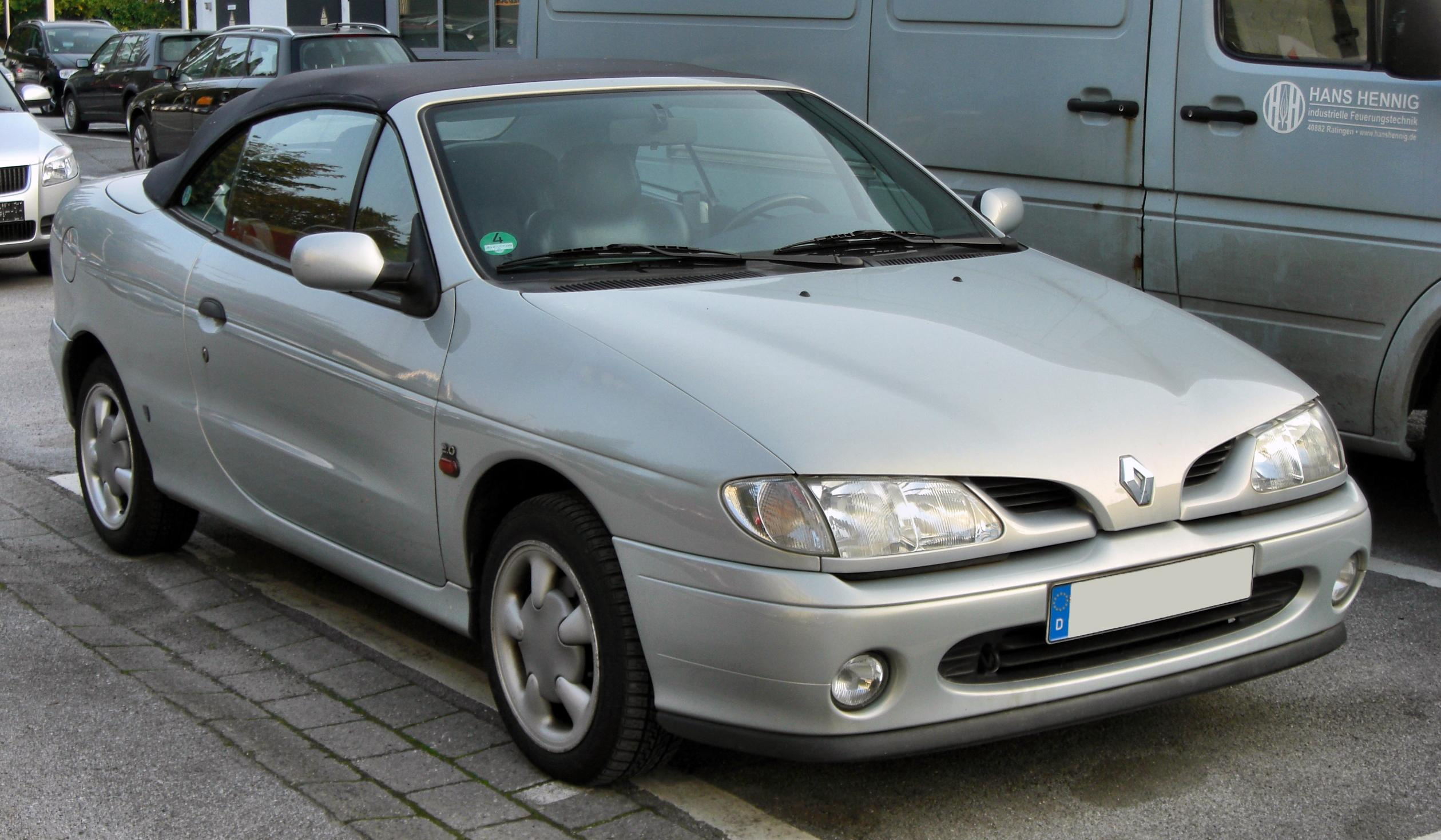
Una Mégane Cabrio, qui in configurazione pre-restyling

Anticipata da indiscrezioni già al momento del lancio della Mégane 5 porte, la versione cabriolet non fece più sapere niente di sé per ancora un anno, ma alla fine debuttò a sorpresa al Salone di Parigi del 1996. Basata ovviamente sulla meccanica delle altre Mègane, ma soprattutto sulla scocca della versione Coach/Coupé, la Mégane Cabrio riprese da quest'ultima le principali caratteristiche della carrozzeria, compreso il pianale a passo accorciato ed il corpo vettura più compatto. Dalla coupé se ne differenzia però, oltre che per la mancanza del tetto in lamiera, sostituito da una capote in tela, anche per l'allungamento dello sbalzo posteriore, una soluzione dettata dall'esigenza di non sacrificare troppo la capacità del bagagliaio anche quando la capote, una volta aperta, andava a ripiegarsi in un vano posto anch'esso all'interno del vano bagagli. Ne conseguiva che la Mégane Cabrio era di alcuni centimetri più lunga rispetto alla Coach (da 3.93 a 4.02 metri). Importanti modifiche rispetto alla coupé vennero apportate anche alla struttura della vettura, con rinforzi alla scocca per ottenere il necessario irrigidimento, fondamentale durante il passaggio da una configurazione chiusa alla sua corrispondente configurazione aperta. Per quanto riguarda le motorizzazioni, la gamma iniziale della Mégane Cabrio ricalcava quasi del tutto quella prevista per la coupé, se si esclude il 2 litri monoalbero, ed anche le successive fasi evolutive della gamma motoristica seguirono quelle della versione chiusa.
Al suo debutto, la Mégane Cabrio aveva poche concorrenti, comunque tutte appartenenti al segmento C nonostante i ridotti ingombri della vettura francese. Essa poteva costituire per esempio un'alternativa alla Golf Cabrio o all'Astra Cabrio. La Mégane Cabrio, anch'essa ristilizzata ed aggiornata nella gamma motori durante il 1999, continuò ad essere commercializzata fino al 2003, dopodiché fu tolta dai listini, sostituita dalla Coupé-Cabrio su base Mégane II.

### La Mégane SW

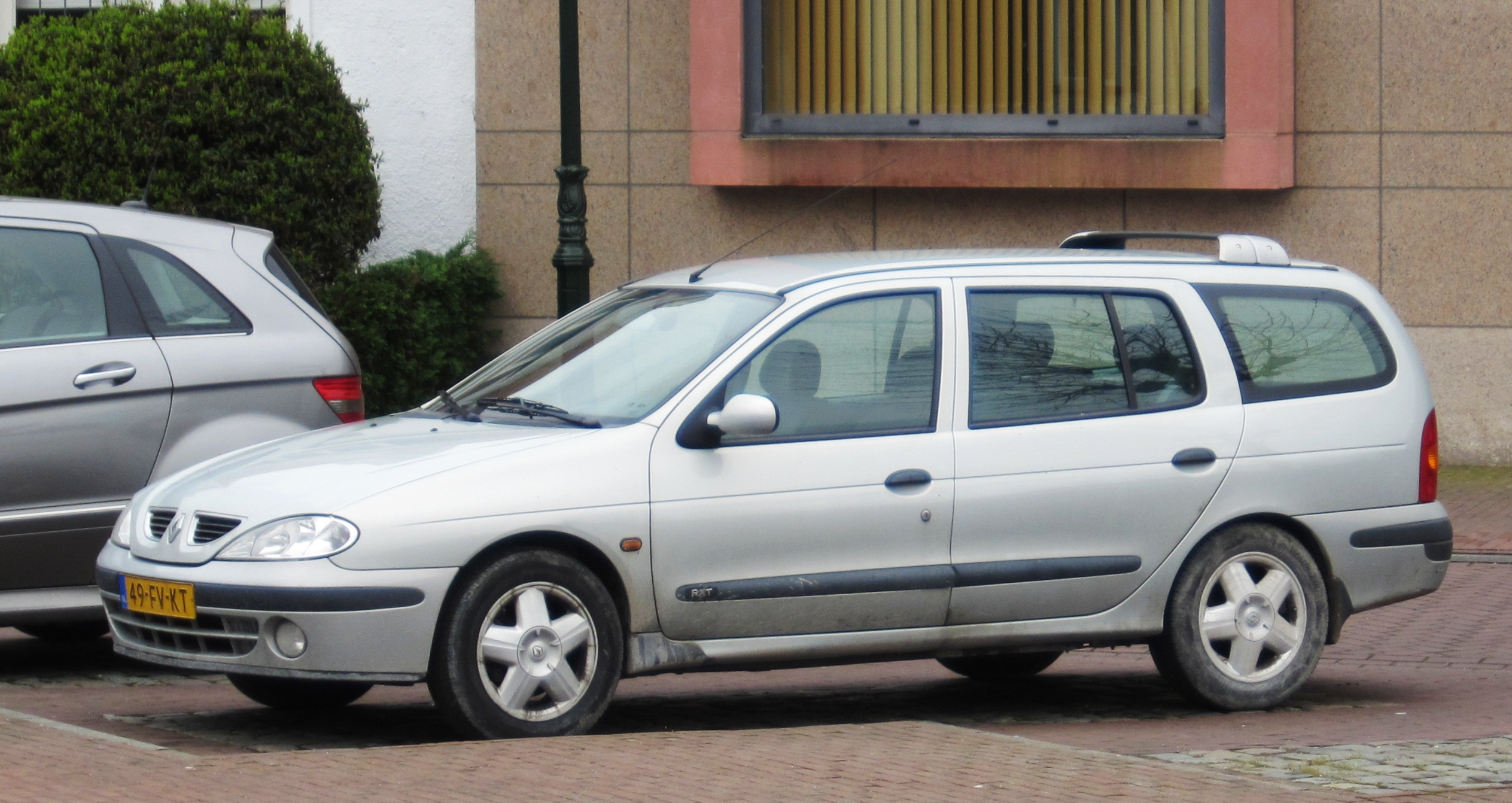
Una Mégane SW

La versione SW della Mégane I fu lanciata nel settembre 1999 in occasione del restyling di mezza età della prima generazione della segmento C francese, pertanto la versione giardinetta è esistita solo con gli aggiornamenti estetici e non solo apportati a partire da quell'anno. Nata sul pianale della Mégane Classic, ossia la berlina a 3 volumi e a 4 porte, la Mégane SW volle proporsi come alternativa alla Scénic, che tanto successo stava riscuotendo fin dai primi mesi di carriera commerciale. In fondo, come constatato da apposite ricerche di mercato, le station wagon di segmento C stavano ancora riscuotendo un buon successo di vendite e poteva valer la pena, secondo la Casa della Losanga, proporre anche una versione familiare della Mégane.
La vettura era lunga fino a 4.437 metri, la più lunga della gamma Mégane I, e grazie alla parte posteriore ridisegnata, era possibile disporre di una capacità di carico pari a 485 litri, ampliabili a 1600 mediante l'abbattimento dello schienale posteriore. Prodotta nello stabilimento Renault di Bursa, in Turchia, la Mégane SW fu disponibile da subito in tre motorizzazioni, due a benzina ed una a gasolio. I due motori a benzina erano il 1.4 16v da 95 CV ed il 1.6 16v da 110 CV, mentre il turbodiesel era il 1.9 dTi da 98 CV.
Alla fine del 2000 vi fu l'unica novità veramente significativa per la gamma motoristica della SW, novità costituita dall'inedito 1.8 16v, specifico unicamente per la versione familiare della Mégane I ed in grado di erogare una potenza massima di 120 CV. Con l'arrivo del 1.9 dCi, sempre nello stesso periodo, la gamma dei diesel si sdoppiò: da una parte il nuovo common rail da 105 CV e dall'altra il meno moderno dTi di pari cilindrata e depotenziato ad 80 CV.
La Mégane SW uscì di listino nel 2003, sostituita dalla Mégane GrandTour, appartenente alla gamma della Mégane II.

### La Megane Maxi
Nel 1996 la Renault ha anche sviluppato una versione Maxi della Megane per partecipare alle competizioni rallistiche riservate alle Kit Car. La vettura era equipaggiata con un propulsore F7R710 da 255 cv e 175 Nm di coppia gestito da un cambio sequenziale a sei marce. La vettura è stata schierata dal team ufficiale Renault nel campionato Rally francese tra il 1996 e il 1997 in mano ai piloti Philippe Bugalski , Jean Ragnotti e Serge Jordan. Nel '97 la casa si ritirò, ma la Maxi continuò a gareggiare con i team privati, tanto che nel 1999 si aggiudicò l'ultima edizione della Coppa del mondo 2 litri costruttori.

### La Megane V6
Nel 1998 la Renault commissionò alla scuola di design Espera la realizzazione di una versione ad alte prestazioni della Megane da esporre presso il salone automobilistico di Ginevra. Al posto del propulsore originale venne montato un V6 PSA-Renault da 194 cv di potenza gestito da un cambio manuale a cinque marce. Tale propulsore venne impiantato alle spalle dei sedili anteriori, trasformando la vettura in una sportiva a motore centrale e spostando obbligatoriamente il bagagliaio sotto il cofano anteriore. Per sopperire alle nuove prestazioni vennero montato nuovi freni a disco sportivi forniti dalla Brembo e venne inserito un nuovo body kit aerodinamico.

## Tabella riepilogativa
Di seguito vengono riepilogate le caratteristiche relative alle varie versioni costituenti la gamma della Mégane I:
| Modello | Carrozzerie disponibili | Periodo di produzione | Motore | Cilindrata | Potenza [kW(CV)/rpm] | Coppia Max (Nm) | Massa (kg) | Velocità max (Km/h) | 0–100 km/h (secondi) | Consumo medio (litri/100 km) |
| Versioni a benzina |                         |                       |        |            |                      |                 |            |                     |                      |                              |
| 1.4 8V | berlina 5p              | 1995-99               | E7J    | 1390       | 55(75)/ 60001        | 107/4000        | 1.015      | 170                 | 14"3                 | 7.9                          |
| 1.4 8V | berlina 4p              | 1996-99               | E7J    | 1390       | 55(75)/ 60001        | 107/4000        | 1.035      | 170                 | 14"3                 | 7.9                          |
| 1.4 8V | monovolume              | 1996-99               | E7J    | 1390       | 55(75)/ 60001        | 107/4000        | 1.215      | 160                 | 16"2                 | 8.6                          |
| 1.4 16V | berlina 5p              | 1999-02               | K4J    | 1390       | 70(95)/ 6000         | 127/3750        | 1.015      | 184                 | 11"8                 | 7                            |
| 1.4 16V | berlina 4p              | 1999-02               | K4J    | 1390       | 70(95)/ 6000         | 127/3750        | 1.035      | 189                 | 11"9                 | 7                            |
| 1.4 16V | station wagon           | 1999-03               | K4J    | 1390       | 70(95)/ 6000         | 127/3750        | 1.150      | 182                 | 12"                  | 7.4                          |
| 1.4 16V | coupé                   | 1999-03               | K4J    | 1390       | 70(95)/ 6000         | 127/3750        | 970        | 187                 | 11"4                 | 6.9                          |
| 1.4 16V | cabriolet               | 1999-03               | K4J    | 1390       | 70(95)/ 6000         | 127/3750        | 1.040      | 190                 | 11"9                 | 7                            |
| 1.6 8V | berlina 5p              | 1995-99               | K7M    | 1598       | 66(90)/ 50002        | 137/4000        | 1.055      | 184                 | 11"5                 | 6.9                          |
| 1.6 8V | berlina 4p              | 1996-99               | K7M    | 1598       | 66(90)/ 50002        | 137/4000        | 1.075      | 184                 | 11"5                 | 7.6                          |
| 1.6 8V | monovolume              | 1996-99               | K7M    | 1598       | 66(90)/ 50002        | 137/4000        | 1.220      | 170                 | 13"7                 | 8.6                          |
| 1.6 8V | coupé                   | 1995-99               | K7M    | 1598       | 66(90)/ 50002        | 137/4000        | 1.010      | 187                 | 11"3                 | 6.8                          |
| 1.6 8V | cabriolet               | 1997-99               | K7M    | 1598       | 66(90)/ 50002        | 137/4000        | 1.105      | 187                 | 11"5                 | 7.7                          |
| 1.6 16V | berlina 5p              | 1999-02               | K4M    | 1598       | 79(107)/ 5750        | 148/3750        | 1.020      | 195                 | 9"8                  | 7.7                          |
| 1.6 16V | berlina 4p              | 1999-02               | K4M    | 1598       | 79(107)/ 5750        | 148/3750        | 1.020      | 198                 | 9"9                  | 7.7                          |
| 1.6 16V | station wagon           | 1999-03               | K4M    | 1598       | 79(107)/ 5750        | 148/3750        | 1.160      | 193                 | 10"3                 | 7.9                          |
| 1.6 16V | coupé                   | 1999-03               | K4M    | 1598       | 79(107)/ 5750        | 148/3750        | 985        | 198                 | 9"6                  | 7.3                          |
| 1.6 16V | cabriolet               | 1999-03               | K4M    | 1598       | 79(107)/ 5750        | 148/3750        | 1.040      | 200                 | 10"1                 | 7.4                          |
| 1.8 16V | station wagon           | 2000-01               | F4P    | 1783       | 85(116)/ 5750        | 158/3750        | 1.190      | 197                 | 9"5                  | 8.2                          |
| 2.0 8V | berlina 5p              | 1995-99               | F3R    | 1998       | 83(114)/ 52503       | 168/3500        | 1.085      | 197                 | 9"5                  | 8.9                          |
| 2.0 8V | berlina 4p              | 1996-99               | F3R    | 1998       | 83(114)/ 52503       | 168/3500        | 1.105      | 197                 | 9"7                  | 8.9                          |
| 2.0 8V | monovolume              | 1996-99               | F3R    | 1998       | 83(114)/ 52503       | 168/3500        | 1.270      | 185                 | 11"1                 | 9.6                          |
| 2.0 8V | coupé                   | 1995-99               | F3R    | 1998       | 83(114)/ 52503       | 168/3500        | 1.045      | 200                 | 9"5                  | 8.2                          |
| 2.0 16V | coupé                   | 1995-99               | F7R    | 1998       | 108(147)/ 6100       | 185/4500        | 1.095      | 215                 | 8"6                  | 9.6                          |
| 2.0 16V | cabriolet               | 1997-99               | F7R    | 1998       | 108(147)/ 6100       | 185/4500        | 1.185      | 215                 | 8"7                  | 9.8                          |
| 2.0 16V | coupé                   | 2001-02               | F4R    | 1998       | 101(138)/ 5500       | 188/3750        | 1.135      | 213                 | 8"6                  | 7.9                          |
| 2.0 16V | cabriolet               | 2001-02               | F4R    | 1998       | 101(138)/ 5500       | 188/3750        | 1.200      | 210                 | 9"                   | 7.9                          |
| 2.0 16V IDE | coupé                   | 1999-01               | F4R    | 1998       | 103(140)/5500        | 200/4250        | 1.135      | 213                 | 8"6                  | 7.9                          |
| 2.0 16V IDE | cabriolet               | 1999-01               | F4R    | 1998       | 103(140)/5500        | 200/4250        | 1.200      | 210                 | 9"                   | 7.9                          |
| Versioni a gasolio |                         |                       |        |            |                      |                 |            |                     |                      |                              |
| 1.9 diesel | berlina 5p              | 1995-99               | F8Q    | 1870       | 47(64)/ 4500         | 118/2250        | 1.110      | 160                 | 16"5                 | 6.2                          |
| 1.9 diesel | berlina 4p              | 1996-99               | F8Q    | 1870       | 47(64)/ 4500         | 118/2250        | 1.130      | 160                 | 16"5                 | 6.8                          |
| 1.9 turbodiesel | berlina 5p              | 1995-97               | F8Q    | 1870       | 68(93)/ 4250         | 176/2000        | 1.130      | 180                 | 12"3                 | 6                            |
| 1.9 turbodiesel | berlina 4p              | 1996-97               | F8Q    | 1870       | 68(93)/ 4250         | 176/2000        | 1.150      | 180                 | 12"3                 | 6.5                          |
| 1.9 turbodiesel | monovolume              | 1996-97               | F8Q    | 1870       | 68(93)/ 4250         | 176/2000        | 1.300      | 174                 | 12"9                 | 7.3                          |
| 1.9 dTi (80cv) | berlina 5p              | 2000-02               | F9Q    | 1870       | 59(80)/4000          | 160/2000        | 1.180      | 185                 | 12"2                 | 6.6                          |
| 1.9 dTi (80cv) | berlina 4p              | 2000-02               | F9Q    | 1870       | 59(80)/4000          | 160/2000        | 1.190      | 187                 | 12"3                 | 6.6                          |
| 1.9 dTi (80cv) | station wagon           | 2000-03               | F9Q    | 1870       | 59(80)/4000          | 160/2000        | 1.190      | 187                 | 12"3                 | 6.6                          |
| 1.9 dTi (98cv) | berlina 5p              | 1997-2000             | F9Q    | 1870       | 72(98)/ 4000         | 200/2000        | 1.070      | 183                 | 12"3                 | 5.5                          |
| 1.9 dTi (98cv) | berlina 4p              | 1997-2000             | F9Q    | 1870       | 72(98)/ 4000         | 200/2000        | 1.100      | 183                 | 12"3                 | 5.5                          |
| 1.9 dTi (98cv) | station wagon           | 1999-2000             | F9Q    | 1870       | 72(98)/ 4000         | 200/2000        | 1.210      | 182                 | 12"2                 | 5.7                          |
| 1.9 dTi (98cv) | monovolume              | 1997-99               | F9Q    | 1870       | 72(98)/ 4000         | 200/2000        | 1.230      | 174                 | 12"7                 | 6.2                          |
| 1.9 dTi (98cv) | coupé                   | 1997-2000             | F9Q    | 1870       | 72(98)/ 4000         | 200/2000        | 1.030      | 187                 | 11"2                 | 5.5                          |
| 1.9 dCi | berlina 5p              | 2000-02               | F9Q    | 1870       | 75(102)/ 4000        | 200/1500        | 1.140      | 188                 | 11"5                 | 5.5                          |
| 1.9 dCi | berlina 4p              | 2000-02               | F9Q    | 1870       | 75(102)/ 4000        | 200/1500        | 1.150      | 189                 | 11"5                 | 5.5                          |
| 1.9 dCi | station wagon           | 2000-03               | F9Q    | 1870       | 75(102)/ 4000        | 200/1500        | 1.150      | 188                 | 11"5                 | 5.7                          |
| 1.9 dCi | coupé                   | 2000-03               | F9Q    | 1870       | 75(102)/ 4000        | 200/1500        | 1.105      | 188                 | 11"5                 | 5.5                          |
| Versioni bi-fuel (a GPL) |                         |                       |        |            |                      |                 |            |                     |                      |                              |
| 1.6 16V GPL | station wagon           | 01/2003-06/2003       | K4M    | 1598       | 76(103)/ 5750        | 143/3750        | 1.250      | 185                 | 11"                  | 9.9                          |
| Note: 1Presente in alcuni mercati anche con potenza ridotta a 70 CV 2Presente in alcuni mercati anche con potenza ridotta a 75 CV 3A partire dal 1998 in alcuni mercati la potenza scende a 109 CV |                         |                       |        |            |                      |                 |            |                     |                      |                              |